# Theresa (hrabstwo Dodge)
Theresa – wieś w Stanach Zjednoczonych, w stanie Wisconsin, w hrabstwie Dodge.